# Lenora Crichlow
Lenora Isabella Crichlow (Londra, 4 gennaio 1985) è un'attrice britannica.

## Biografia
Nasce a Westminster, un quartiere di Londra, il 4 gennaio 1985 da padre afro-trinidadiano e da madre inglese. È divenuta nota al grande pubblico per aver interpretato il personaggio di Annie Sawyer nella serie Being Human.
Ha una sorella minore, Amandla Crichlow, anch'essa un'attrice nota per essere apparsa in Prime Suspect: The Final Act.

## Filmografia

### Cinema
- Bella and the Boys, regia di Brian Hill (2004)
- Wilderness, regia di Michael J. Bassett (2006)
- The Beloved Ones (2007)
- Kiss of Death, regia di Paul Unwin (2008)
- Fast Girls, regia di Regan Hall (2012)
- Electricity, regia di Bryn Higgins (2014)
- The Late Bloomer, regia di Kevin Pollak (2016)

### Televisione
- Metropolitan Police (The Bill) – serie TV, 12 episodi (2004)
- Sugar Rush – serie TV, 20 episodi (2005–2006)
- Casualty – serie TV (2005)
- Doctor Who – serie TV (2007)
- Collision – miniserie TV (2019)
- Being Human – serie TV, 30 episodi (2009-2012)
- Dappers – serie TV (2010)
- Material Girl – serie TV (2010)
- Delitti in Paradiso (Death in Paradise) – serie TV, episodio 1x01 (2011)
- Black Mirror – serie TV, episodio 2x02 (2013)
- Back in the Game – serie TV, 13 episodi (2013)
- Burton & Taylor, regia di Richard Laxton – film TV (2014)
- A to Z – serie TV (2014)
- Flaked - serie TV, 5 episodi (2017)
- Deception – serie TV, 13 episodi (2018)
- Golia (Goliath) – serie TV, 6 episodi (2021)

## Doppiatrici italiane
Nelle versioni in italiano delle opere in cui ha recitato, Lenora Crichlow è stata doppiata da:
- Francesca Manicone in Doctor Who
- Letizia Scifoni in Being Human
- Rossella Acerbo in Material Girl
- Rachele Paolelli in Black Mirror
- Gaia Bolognesi in Flaked
- Sophia De Pietro in Deception
- Alessia Amendola in Golia

## Altre attività
- Nel giugno del 2010 ha presentato Chi è Nelson Mandela sul canale britannico BBC Three.
- Nell'aprile del 2011 ha narrato The Baby Gatwick, Abandoned at Birth sul canale britannico BBC Three.